# Ohnivec šarlatový
Ohnivec šarlatový (Sarcoscypha coccinea (Fr.) Lambotte.) je nejedlá houba z čeledi ohnivcovitých. Roste vzácně v předjaří a začátkem jara na mrtvém dřevě listnatých stromů
Velice podobné druhy rostoucí v ČR jsou ohnivec rakouský (Sarcoscypha austriaca) a ohnivec jurský (S. jurana). Tyto tři druhy je od sebe možno spolehlivě rozlišit v zásadě jen mikroskopicky.

## Popis
Roste koncem zimy a časně na jaře v hájích a parcích z ležících větví listnáčů a zetlelých kořenů v zemi ukrytých. Plodničky jsou 2 až 5 cm široké, číšovité až miskovité, masité, křehké a posléze roztrhané. Uvnitř jsou nádherně šarlatově červené, vně bílé pýřité. Třeň je kratičký, obyčejně v zemi ponořený. Nejlépe se vyjímá, je-li zem poprášena sněhem.
V české houbařské literatuře se obvykle uvádí, že žádný z druhů ohnivců není jedlý, avšak ve Francii je kuchaři podle tvrzení Radomíra Němce používají ke zdobení pokrmů.

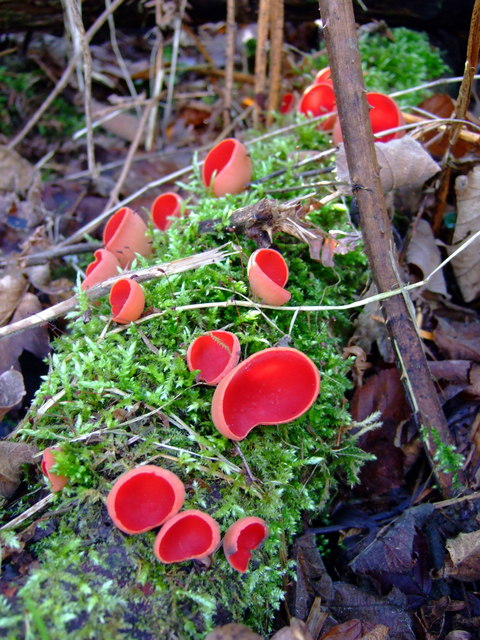
Skupina plodnic ohnivce šarlatového na tlející větvi.

## Synonyma
- Aleuria insolita (Cooke) Boud., (1907)
- Geopyxis bloxamii Massee [as 'bloxami']
- Geopyxis coccinea (Jacq.) Fr.
- Geopyxis coccinea var. lactea Massee,  1911
- Geopyxis insolita (Cooke) Sacc.,  1892
- Lachnea coccinea (Jacq.) W. Phillips,  1887
- Macroscyphus coccineus (Jacq.) Gray
- Peziza coccinea Jacq., (1772)
- Peziza cyathoides L.
- Peziza epidendra Bull.
- Peziza insolita Cooke
- Plectania coccinea (Jacq.) Fuckel
- Puccinia recondita f.sp. borealis D.M. Hend.,  1961
- Sarcoscypha coccinea f. lactea (Massee) Chevtzoff, (2000)
- Sarcoscypha coccinea var. albida Massee, (1885)